# Gneo Claudio Severo Arabiano (console 163)
Gneo Claudio Severo Arabiano (in latino Gnaeus Claudius Severus Arabianus; Soli, 113 – dopo il 176) è stato un senatore e filosofo romano vissuto durante il periodo imperiale.

## Biografia

### Origini famigliari ed adolescenza
Figlio del console e primo governatore romano dell'Arabia Petraea, Gaio Claudio Severo, e da madre sconosciuta. Di origine dei Greci del Ponto, è nato e cresciuto a Soli, una città nella provincia romana della Galazia.

### Carriera politica
Arrivò a Roma durante il regno dell'imperatore Adriano (117-138), diventando un mentore filosofico e un insegnante di nobili studenti romani. Tra i suoi allievi c'era il futuro imperatore Marco Aurelio.
Fu un seguace della filosofia peripatetica, in seguito prestò servizio come console ordinario nel 146 durante il regno di Antonino Pio (138-161).
Era un politico con un profondo interesse per la filosofia politica, come evidenziato dall'opinione di Marco Aurelio nelle Meditazioni (1.14n):
Di Severo: amore per la famiglia, per la verità e per la giustizia; con il suo aiuto ho compreso Trasea, Helvidio, Catone, Dio Bruto; ho concepito l'idea di una costituzione equilibrata, un governo basato sull'uguaglianza e sulla libertà di parola, di una monarchia che valorizza soprattutto la libertà del soggetto; da lui, un costante e vigoroso rispetto per la filosofia; beneficenza, generosità spietata, ottimismo; la sua fiducia nell'affetto dei suoi amici, la sua franchezza con coloro che incontravano la sua censura e le sue simpatie e antipatie aperte, così che i suoi amici non avevano bisogno di indovinare i suoi desideri.

## Discendenza
Ha sposato una donna sconosciuta, dalla quale ha avuto un figlio chiamato Gneo Claudio Severo.